# May Oliver
May Oliver (Granada, ?) és una baixista espanyola que va formar part del grup Los Planetas des dels seus inicis fins a l'edició del seu segon àlbum Pop.
A l'hora d'incorporar a un baixista, J, líder dels Planetes, va proposar a May, qui en aquella època era la seva parella. May havia estudiat al conservatori, tocava el piano i el violoncel. Segons narra l'escriptor Jesús Llorente en el seu llibre Els Planetes. La veritable història (Edicions Rockdelux, 1999), va ser J qui la va convèncer perquè es compressin una guitarra i un baix a través d'un crèdit. Cap dels dos havia tocat un d'aquests instruments fins al moment.
En alguns dels concerts del grup, per timidesa May tocava d'esquena al públic, i també ho feia dins l'estudi. Segons l'escriptor i guionista Fernando Navarro (coautor del guió de la pel·lícula inspirada en Els Planetes Segon premi) “Ella tocava d'esquena al públic, i això crida molt l'atenció, però també hi havia una cosa molt especial en aquest so de baix, jo sentia admiració per la seva manera de tocar, molt vulnerable, intel·ligent i precisa. Després va desaparèixer quan el grup estava a punt de pujar al punt més alt i ningú va saber més d'ella. Va voler tornar a ser una dona anònima que no volia formar n'he part, i això va provocar la idealització, que es convertís en llegenda per als fans”.
May va decidir deixar Els Planetes el 22 de setembre de 1996 després d'un concert al festival BAM de Barcelona; va ser substituïda per (Fernando) Novi durant un breu temps i finalment va continuar com a baixista pels Planetes Kieran Stephen. En una entrevista concedida el maig de 2019 per J, aquest declara que May treballa en una llibreria i que no es dedica professionalment a la música. El gener de 2022 Juan actualitza aquesta informació indicant que May exerceix com a professora en un institut.

### Segon premi (pel·lícula)
En 2020 s'anticipa en el rodatge de la pel·lícula Segon premi per Jonás Trueba. El 2023 s'anuncia que el director serà Isaki Lacuesta, la pel·lícula està "ambientada a Granada a finals dels anys 90" i s'inspira en "en la història d'un grup de música independent".
La sinopsi del film es resumeix: "Granada, finals dels 90. En plena efervescència artística i cultural, un grup de música indie viu el seu moment més delicat. Afronten el seu tercer disc. Ningú sap que aquest àlbum canviarà per sempre l'escena musical de tot el país. Aquesta (no)és una pel·lícula sobre els Planetes".
La pel·lícula, codirigida per Pol Rodríguez, va competir en la Secció Oficial del Festival de Màlaga de 2024, obtenint la Biznaga d'Or a millor pel·lícula i les Biznagas de Plata a millor direcció (Isaki Lacuesta i Pol Rodríguez) i millor muntatge (Javier Frutos). El 4 d'abril de 2024 inaugura el D'A Film Festival (Barcelona), estrenant-se en sales el 24 de maig del mateix any.
May és interpretada per l'actriu Stéphanie Magnin.